# Unibrachium
Unibrachium is een geslacht van borstelwormen uit de familie van de Siboglinidae.

## Soorten
- Unibrachium columbianum Southward, 1972